# Балтійськ (кратер)
Балтійськ (англ. Baltisk; рос. Балтийск) — кратер у квадранглі Аргір на Марсі. Він розташований на 42.3° південної широти й 54.7° західної довготи. Діаметр ≈ 52 км. Його було названо 1976 року на честь російського міста Балтійськ на Калінінградщині. Кратер Балтійськ лежить на західнім краї рівнини Аргір.

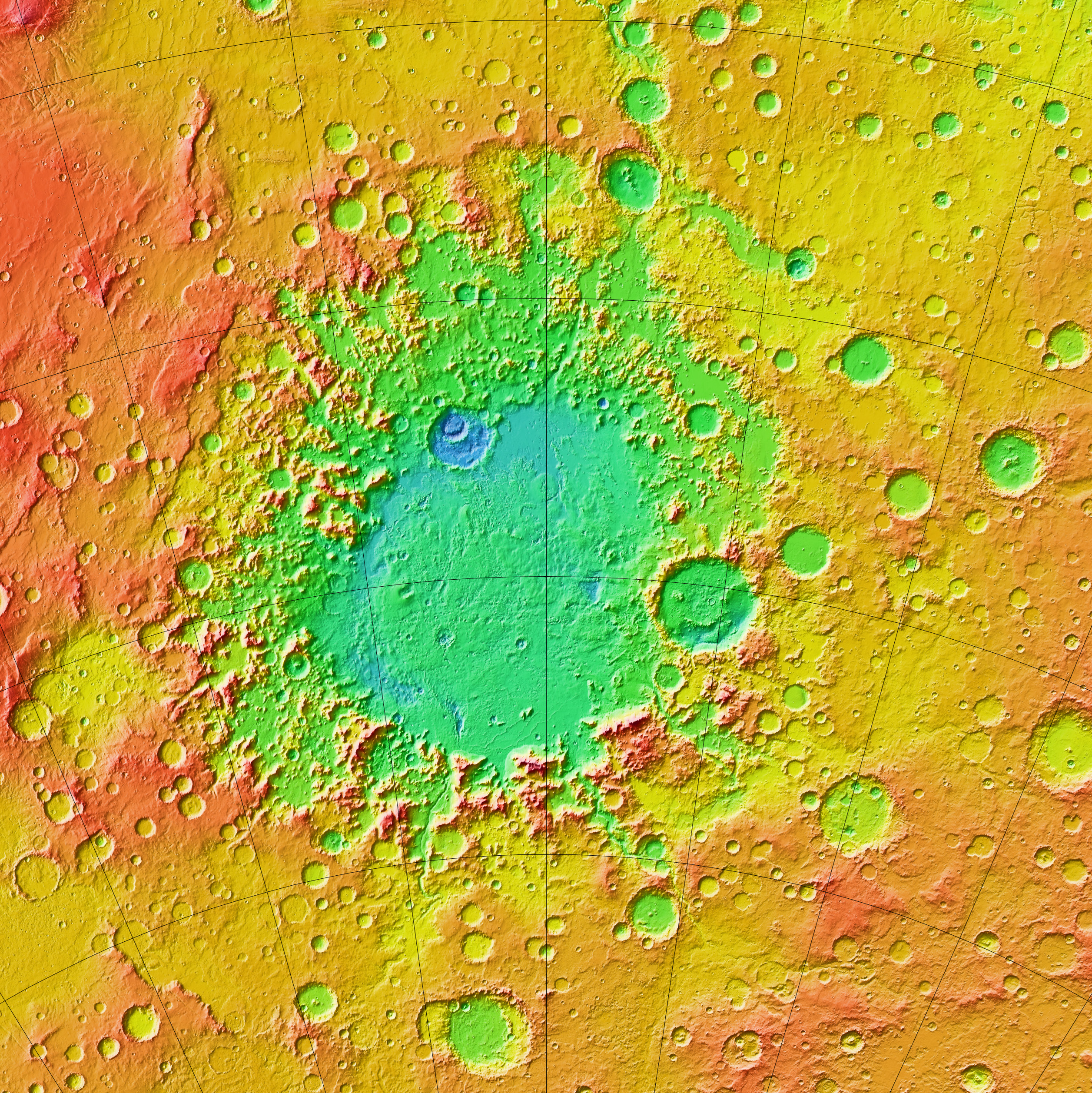
Рівнина Аргір.
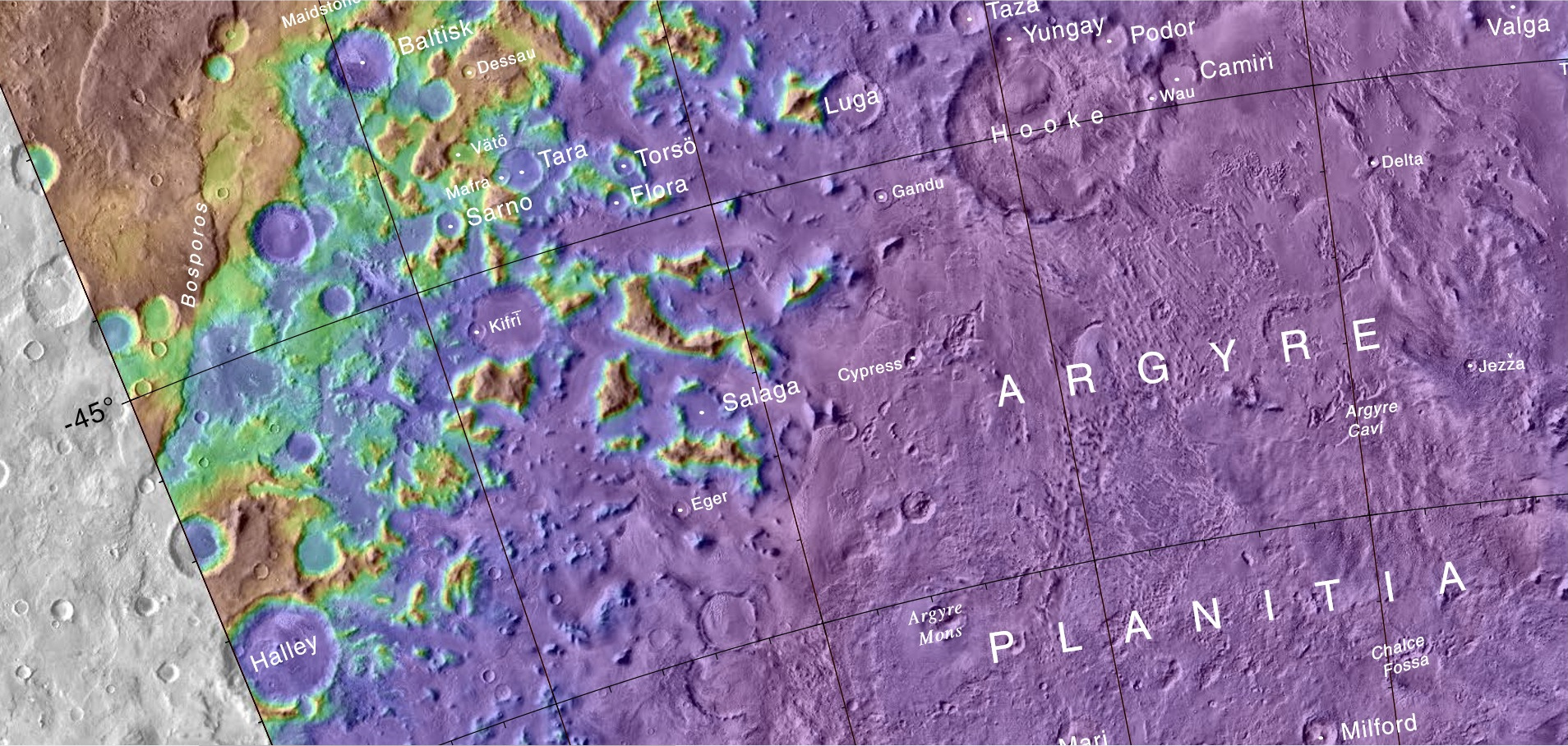
Положення кратера Балтійськ відносно інших об’єктів.
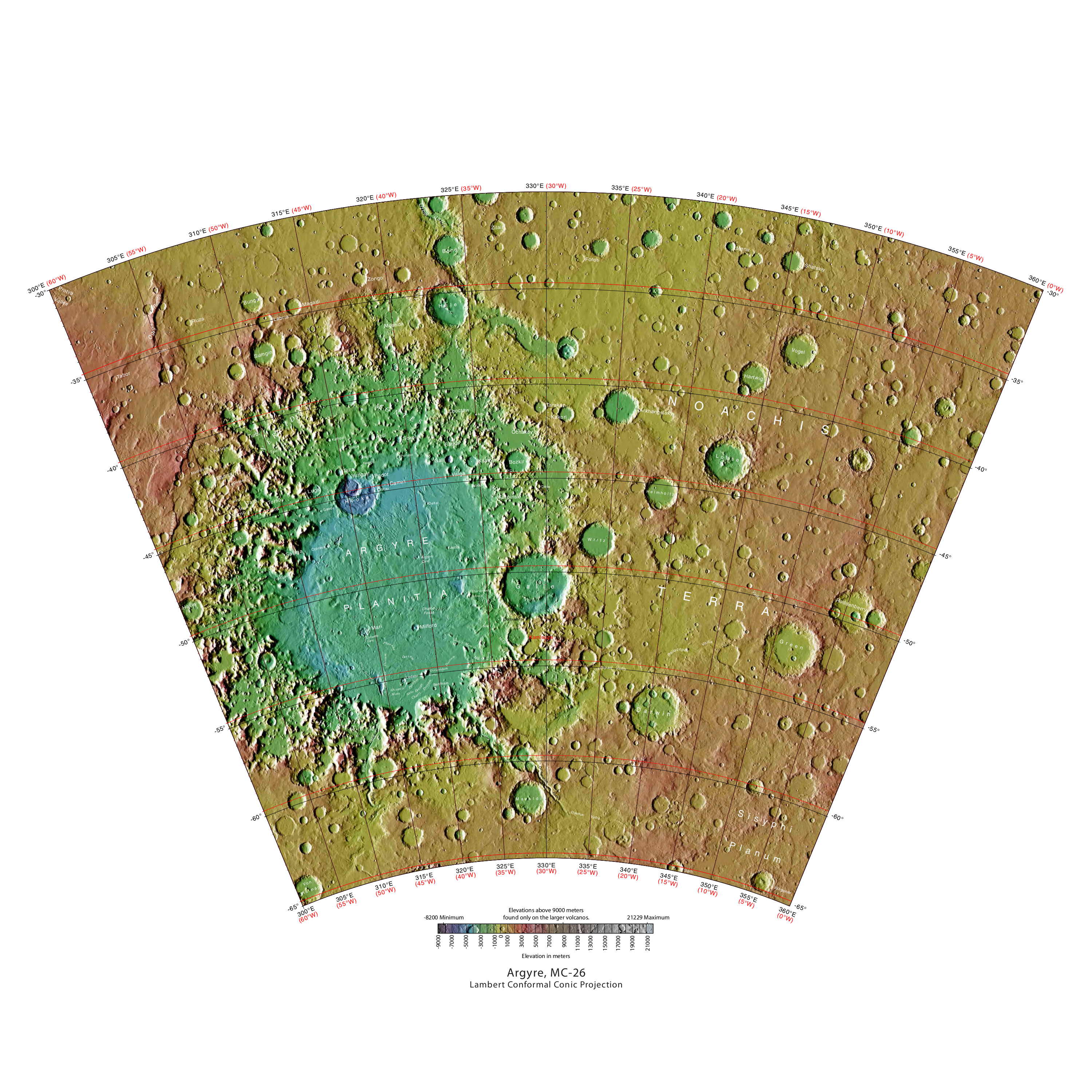
Квадрангл Аргір.
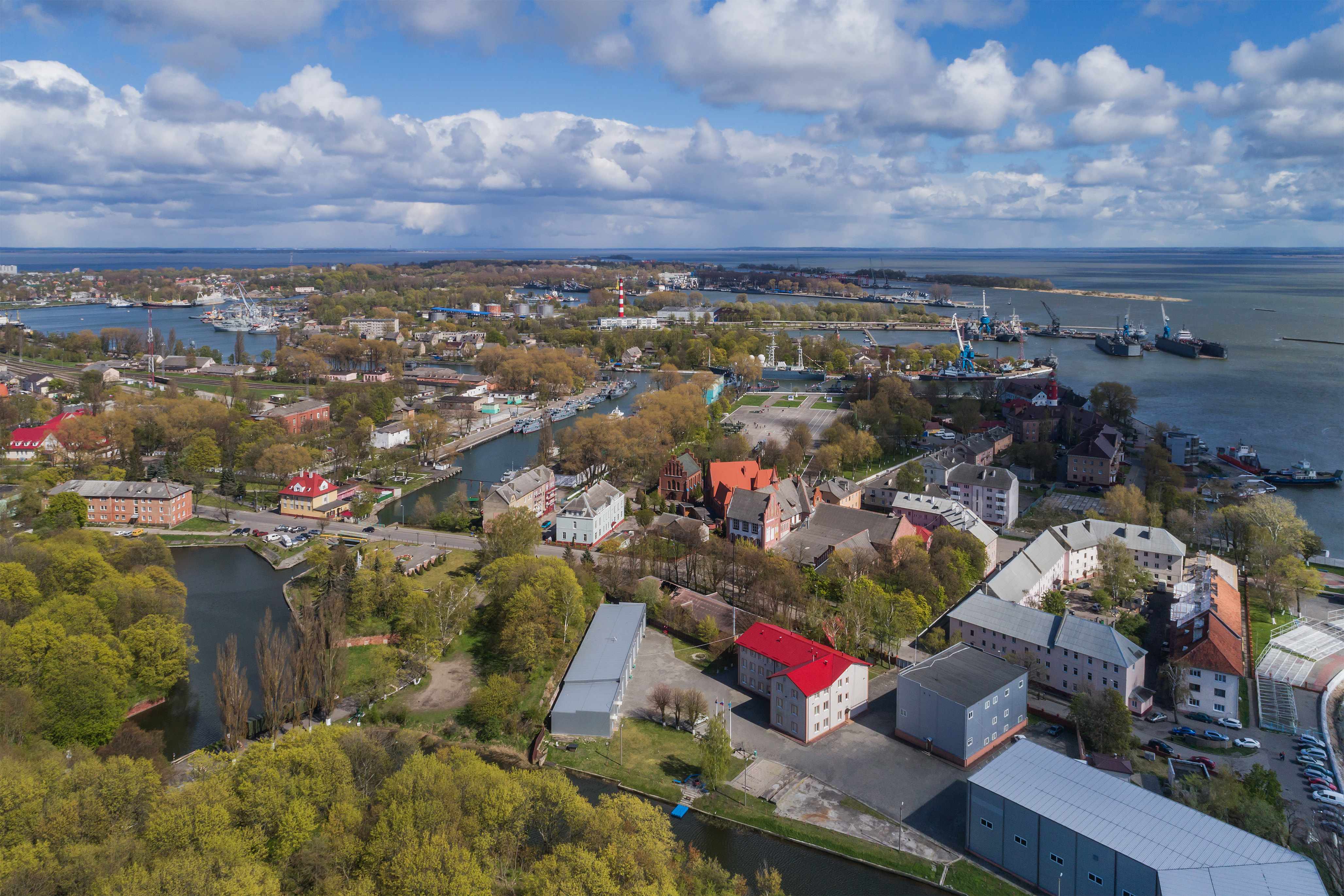
Місто Балтійськ.